# 8 giugno
L'8 giugno è il 159º giorno del calendario gregoriano (il 160º negli anni bisestili). Mancano 206 giorni alla fine dell'anno.

## Eventi
- 218 – Battaglia di Antiochia: l'imperatore Macrino viene sconfitto dall'esercito di Eliogabalo
- 452 – Attila invade l'Italia
- 536 – Elezione di papa Silverio
- 793 – I Vichinghi compiono il loro primo raid documentato devastando l'Abbazia di Lindisfarne in Inghilterra
- 1042 – Inizio del regno del re e santo Edoardo il Confessore
- 1191 – Riccardo I d'Inghilterra giunge alla città di San Giovanni d'Acri durante la Terza crociata
- 1436 - Fondazione della Lega delle Dieci Giurisdizioni; insieme alla Lega Caddea e alla Lega Grigia formerà la Repubblica delle Tre Leghe (odierno Canton Grigioni)
- 1509 – Dopo un assedio durato dieci anni, Pisa cade e perde per sempre la sua indipendenza per mano di Firenze
- 1638 – La Calabria è colpita da un devastante terremoto del grado X della scala Mercalli
- 1776 – Gli invasori americani vengono respinti a Trois-Rivières (Québec)
- 1783 – In Islanda il vulcano Laki inizia un'eruzione che durerà otto mesi, ucciderà più di 9000 persone e darà il via a una carestia di sette anni
- 1810 – Nasce a Zwickau il compositore Robert Schumann
- 1824 – Primo brevetto rilasciato in Canada
- 1859 – Napoleone III e Vittorio Emanuele II entrano a Milano dopo le vittorie riportate nella seconda guerra d'indipendenza; contemporaneamente a Melegnano si combatte un'aspra battaglia per assicurarsi il transito verso Lodi
- 1861 – Il Tennessee secede dagli Stati Uniti d'America
- 1862 – Papa Pio IX canonizza i ventisei cristiani del Giappone martirizzati a Nagasaki il 5 febbraio 1597
- 1866 – Il Parlamento canadese si riunisce per la prima volta a Ottawa
- 1867 – Incoronazione di Francesco Giuseppe a re d'Ungheria in seguito al compromesso austro-ungarico (Ausgleich)
- 1887 – Herman Hollerith ottiene il brevetto per il suo calcolatore a schede perforate
- 1912 – Guerra italo-turca: si combatte la battaglia di Zanzur, nella quale le forze italiane respingono una serie di assalti ottomani.
- 1917 – Prima guerra mondiale: sul Monte Zebio (Altopiano di Asiago) esplode una mina che seppellisce l'intero presidio della Brigata "Catania"
- 1937 – Prima assoluta della cantata Carmina Burana di Carl Orff all'Oper Frankfurt di Francoforte sul Meno
- 1941 – Seconda guerra mondiale: gli Alleati invadono Siria e Libano
- 1949 – Celebrità come John Garfield, Danny Kaye, Helen Keller, Fredric March, Paul Muni, Dorothy Parker ed Edward G. Robinson vengono nominate in un rapporto dell'FBI come membri del Partito Comunista degli Stati Uniti d'America
- 1959 – La prima (e unica) spedizione di posta missilistica
- 1967 – Guerra dei sei giorni: attacco israeliano alla nave americana USS Liberty  che provoca 34 morti e 171 feriti
- 1968 – James Earl Ray viene arrestato per l'omicidio di Martin Luther King Jr.
- 1976 – Francesco Coco, procuratore della Repubblica di Genova, diventa la prima vittima intenzionale delle Brigate Rosse
- 1984 – Esce nelle sale cinematografiche statunitensi Ghostbusters - Acchiappafantasmi
- 1985 – Claudio Baglioni pubblica La vita è adesso, che diventerà l'album più venduto della storia della musica italiana
- 1987: Nasce Telefono Azzurro, il telefono utilizzato per la difesa dei minori
- 1995 – Rasmus Lerdorf invia un messaggio[1] in un newsgroup annunciando la pubblicazione di «un set di piccoli binari scritti in C»: nasce il PHP 1.0
- 1998 – Charlton Heston diventa presidente della National Rifle Association of America
- 2003 – La Polonia vota a favore dell'adesione all'Unione europea in un referendum
- 2004 – Primo transito di Venere dal 1882; il successivo avverrà il 6 giugno 2012
- 2011 – Google, Yahoo!, Facebook e Akamai Technologies effettuano il passaggio completo per 24 ore a IPv6[2]
- 2024 – Elezioni europee del 2024

## Nati
Ci sono circa 1 050 voci su persone nate l'8 giugno; vedi la pagina Nati l'8 giugno per un elenco descrittivo o la categoria Nati l'8 giugno per un indice alfabetico.

## Morti
Ci sono circa 460 voci su persone morte l'8 giugno; vedi la pagina Morti l'8 giugno per un elenco descrittivo o la categoria Morti l'8 giugno per un indice alfabetico.

## Feste e ricorrenze

### Civili
- Giornata mondiale degli oceani

### Religiose
Cristianesimo:
- San Clodolfo di Metz, vescovo
- San Fortunato di Fano, vescovo
- San Jacques Berthieu, sacerdote e martire
- San Gildardo di Rouen, vescovo
- San Guglielmo di York, vescovo
- Santa Mariam Thresia Chiramel Mankidyan, fondatrice delle Suore della Sacra Famiglia di Thrissur
- San Massimino d'Aix, vescovo
- San Medardo di Saint Quentin, vescovo
- San Pietro de Amer, mercedario
- San Vittorino da Pioraco, eremita
- Beato Armando da Zierikzee
- Beato Giorgio Porta, mercedario
- Beato Giovanni Davy, diacono certosino, martire
- Beata Maddalena della Concezione, vergine mercedaria
- Beata Maria del Divin Cuore (Droste Zu Vischering), religiosa
- Beato Nicola da Gesturi (Giovanni Medda), cappuccino
- Beato István Sándor, salesiano, martire

Religione romana antica e moderna:
- Dies religiosus[senza fonte]
- Mens sul Campidoglio
- Vestalia, secondo giorno